# Sainte-Anne (Loir-et-Cher)
Sainte-Anne település Franciaországban, Loir-et-Cher megyében. Lakosainak száma 478 fő (2022. január 1.). Sainte-Anne Crucheray, Vendôme és Villerable községekkel határos.

## Népesség
A település népessége az elmúlt években az alábbi módon változott:
| Lakosok száma | 109  | 242  | 254  | 358  | 408  | 424  | 459  | 471  | 477  | 478  |
|               | 1968 | 1982 | 1990 | 2006 | 2013 | 2015 | 2017 | 2019 | 2020 | 2022 |